# خشم و فریاد
خشم و فریاد فیلمی به کارگردانی  و نویسندگی رضا صفایی ساختهٔ سال ۱۳۴۲ است.

## بازیگران
- ملکه رنجبر
- علی آزموده
- اکبر هاشمی
- نعمت اله پیشواییان
- رضا صفایی
- مارینا کارویلو
- علی آزاد